# Supertaça Cândido de Oliveira 1984
La Supertaça Cândido de Oliveira 1984 è stata la 6ª edizione di tale edizione, l'annuale incontro di apertura della stagione calcistica portoghese che vede di fronte i vincitori della Primeira Divisão della stagione precedente e della Taça de Portugal (o la finalista di quest'ultima in caso il vincitore di campionato e coppa coincidano).
Nella Supercoppa del 1984 si affrontarono il Benfica (campione della Primeira Divisão 1983-84) e il Porto, detentore della Taça de Portugal.
L'andata allo Stadio da Luz termina 1-0 per il Benfica grazie al gol decisivo di Manniche. Al ritorno ad Oporto i Dragões pareggiano il punteggio accumulativo vincendo 1-0 nel finale con rete di Vermelhinho.
Nel maggio 1985, visti i due pareggi, si rigiocò il doppio turno andata-ritorno. Nella seconda serie di incontri il Porto ha la meglio per due volte (3-0 e 0-1 a Lisbona), ottenendo il titolo di Supercoppa portoghese per la seconda volta consecutiva e la terza in totale.

## Tabellini

### Andata
| Arbitro: | Valente (Setúbal) |

|              |           |  |
| Manniche 56’ | Marcatori |  |

| Benfica | Porto |

#### Formazioni
| Benfica     |   |                      |  |     |
|             |   |                      |  |     |
| P           | 1 | Manuel Bento ()      |  |     |
| D           |   | Minervino Pietra     |  | 78’ |
| D           |   | António Bastos Lopes |  |     |
| D           |   | Álvaro Magalhães     |  |     |
| D           |   | António Oliveira     |  |     |
| C           |   | José Luís            |  |     |
| C           |   | Diamantino Miranda   |  |     |
| C           |   | Carlos Manuel        |  |     |
| C           |   | Adelino Nunes        |  |     |
| A           |   | Michael Manniche     |  |     |
| A           |   | Jorge Silva          |  |     |
| Sostituti:  |   |                      |  |     |
| D           |   | Carlos Pereira       |  | 78’ |
| Allenatore: |   |                      |  |     |
| Pál Csernai |   |                      |  |     |

| Porto       |   |                   |             |     |
|             |   |                   |             |     |
| P           | 1 | Zé Beto           |             |     |
| D           |   | João Pinto        |             |     |
| D           |   | Augusto Inácio    |             | 75’ |
| D           |   | Eurico Gomes      |             |     |
| D           |   | Eduardo Luís      |             |     |
| C           |   | Quinito           |             |     |
| C           |   | Quim              |             |     |
| C           |   | António Frasco    |             | 46’ |
| C           |   | António André     |             |     |
| A           |   | Fernando Gomes () |             |     |
| A           |   | Paulo Futre       | Ammonizione |     |
| Sostituti:  |   |                   |             |     |
| C           |   | Vermelhinho       |             | 46’ |
| A           |   | Mickey Walsh      |             | 75’ |
| Allenatore: |   |                   |             |     |
| Artur Jorge |   |                   |             |     |

### Ritorno
| Arbitro: | Santos (Beja) |

|                 |           |  |
| Vermelhinho 87’ | Marcatori |  |

| Porto | Benfica |

#### Formazioni
| Porto       |   |                      |  |     |
|             |   |                      |  |     |
| P           | 1 | Zé Beto              |  |     |
| D           |   | Augusto Inácio       |  | 46’ |
| D           |   | António Lima Pereira |  | 46’ |
| D           |   | João Pinto           |  |     |
| D           |   | Eurico Gomes         |  |     |
| C           |   | Quim                 |  |     |
| C           |   | António André        |  |     |
| C           |   | Vermelhinho          |  |     |
| A           |   | Paulo Futre          |  |     |
| A           |   | Fernando Gomes ()    |  |     |
| A           |   | Jaime Magalhães      |  |     |
| Sostituti:  |   |                      |  |     |
| D           |   | Eduardo Luís         |  | 46’ |
| C           |   | José Semedo          |  | 46’ |
| Allenatore: |   |                      |  |     |
| Artur Jorge |   |                      |  |     |

| Benfica     |   |                      |     |     |
|             |   |                      |     |     |
| P           | 1 | Manuel Bento ()      |     |     |
| D           |   | Minervino Pietra     |     |     |
| D           |   | António Bastos Lopes |     |     |
| D           |   | Álvaro Magalhães     |     |     |
| D           |   | António Oliveira     |     |     |
| C           |   | Diamantino Miranda   |     |     |
| C           |   | José Luís            |     |     |
| C           |   | Carlos Manuel        | 74’ |     |
| C           |   | Adelino Nunes        | 39’ |     |
| A           |   | Michael Manniche     |     |     |
| A           |   | Wando                |     | 82’ |
| Sostituti:  |   |                      |     |     |
| C           |   | Shéu                 |     | 82’ |
| Allenatore: |   |                      |     |     |
| Pál Csernai |   |                      |     |     |

## Ripetizioni

### Andata
| Arbitro: | Ribeiro (Aveiro) |

|                               |           |  |
| Vermelhinho 5’ Gomes 37’, 88’ | Marcatori |  |

| Porto | Benfica |

#### Formazioni
| Porto           |   |                      |  |     |
|                 |   |                      |  |     |
| P               | 1 | Zé Beto              |  |     |
| D               |   | João Pinto           |  |     |
| D               |   | Augusto Inácio       |  | 82’ |
| D               |   | António Lima Pereira |  |     |
| D               |   | Eurico Gomes         |  |     |
| C               |   | Vermelhinho          |  |     |
| C               |   | Jaime Magalhães      |  |     |
| C               |   | António Frasco       |  |     |
| C               |   | Quim                 |  |     |
| A               |   | Fernando Gomes ()    |  |     |
| A               |   | Paulo Futre          |  |     |
| A disposizione: |   |                      |  |     |
| P               |   | Luís Matos           |  |     |
| D               |   | Eduardo Luís         |  |     |
| D               |   | José Mariano         |  |     |
| C               |   | José Semedo          |  | 82’ |
| A               |   | Mickey Walsh         |  |     |
| Allenatore:     |   |                      |  |     |
| Artur Jorge     |   |                      |  |     |

| Benfica         |   |                      |  |     |
|                 |   |                      |  |     |
| P               | 1 | Manuel Bento ()      |  |     |
| D               |   | Minervino Pietra     |  |     |
| D               |   | António Bastos Lopes |  |     |
| D               |   | Álvaro Magalhães     |  |     |
| D               |   | António Oliveira     |  |     |
| C               |   | José Luís            |  |     |
| C               |   | Diamantino Miranda   |  |     |
| C               |   | Carlos Manuel        |  |     |
| C               |   | Shéu                 |  |     |
| A               |   | Tozé Santos          |  | 46’ |
| A               |   | Michael Manniche     |  |     |
| A disposizione: |   |                      |  |     |
| P               |   | José Delgado         |  |     |
| D               |   | Samuel Quina         |  |     |
| C               |   | Nivaldo Silva        |  |     |
| A               |   | Jorge Silva          |  | 46’ |
| A               |   | Nené                 |  |     |
| Allenatore:     |   |                      |  |     |
| Pál Csernai     |   |                      |  |     |

### Ritorno
| Arbitro: | Ruivo (Santarém) |

|  |           |           |
|  | Marcatori | 30’ Futre |

| Benfica | Porto |

#### Formazioni
| Benfica         |   |                      |  |     |
|                 |   |                      |  |     |
| P               | 1 | Manuel Bento ()      |  |     |
| D               |   | Minervino Pietra     |  |     |
| D               |   | António Bastos Lopes |  |     |
| D               |   | Álvaro Magalhães     |  |     |
| D               |   | António Oliveira     |  |     |
| C               |   | Adelino Nunes        |  |     |
| C               |   | José Luís            |  |     |
| C               |   | Diamantino Miranda   |  |     |
| C               |   | Carlos Manuel        |  | 63’ |
| A               |   | Michael Manniche     |  |     |
| A               |   | Nené                 |  | 46’ |
| A disposizione: |   |                      |  |     |
| P               |   | José Delgado         |  |     |
| D               |   | Samuel Quina         |  |     |
| C               |   | Shéu                 |  |     |
| A               |   | Jorge Silva          |  | 46’ |
| A               |   | Wando                |  | 63’ |
| Allenatore:     |   |                      |  |     |
| Pál Csernai     |   |                      |  |     |

| Porto       |   |                      |  |     |
|             |   |                      |  |     |
| P           | 1 | Zé Beto              |  |     |
| D           |   | João Pinto           |  |     |
| D           |   | Augusto Inácio       |  |     |
| D           |   | Eurico Gomes         |  | 75’ |
| D           |   | António Lima Pereira |  |     |
| C           |   | Vermelhinho          |  |     |
| C           |   | António Frasco       |  |     |
| C           |   | Quim                 |  |     |
| C           |   | Jaime Magalhães      |  | 52’ |
| A           |   | Fernando Gomes ()    |  |     |
| A           |   | Paulo Futre          |  |     |
| Sostituiti: |   |                      |  |     |
| D           |   | Eduardo Luís         |  | 75’ |
| A           |   | José Semedo          |  | 52’ |
| Allenatore: |   |                      |  |     |
| Artur Jorge |   |                      |  |     |